# Kristina Brandi
Kristina Brandi (nacida el 29 de marzo de 1977) es una jugadora de tenis puertorriqueña, primera en representar a su país y ganar un partido de tenis olímpico de individuales.

## Clasificación en torneos del Grand Slam
| Torneos                   | 1995 | 1996 | 1997 | 1998 | 1999 | 2000 | 2001 | 2002 | 2003 | 2004 | 2005 | 2006 | 2007 | 2008 | G–P   |
| ------------------------- | ---- | ---- | ---- | ---- | ---- | ---- | ---- | ---- | ---- | ---- | ---- | ---- | ---- | ---- | ----- |
| Grand Slam                |      |      |      |      |      |      |      |      |      |      |      |      |      |      |       |
| Abierto de Australia      | Q2   | A    | A    | 1R   | 2R   | 4R   | 1R   | 2R   | Q2   | 2R   | 1R   | 1R   | Q2   | A    | 6-8   |
| Roland Garros             | A    | A    | 1R   | 1R   | 1R   | 2R   | 1R   | 1R   | A    | 1R   | 2R   | 1R   | Q1   | A    | 2-9   |
| Wimbledon                 | A    | A    | 2R   | 1R   | 1R   | 4R   | 2R   | 1R   | Q2   | 2R   | 2R   | 1R   | 4R   | A    | 10-9  |
| Abierto de Estados Unidos | Q3   | 2R   | 1R   | 1R   | 1R   | 2R   | A    | Q2   | Q3   | 2R   | 1R   | Q2   | Q1   | A    | 3-7   |
| G–P                       | 0–0  | 1–1  | 1–3  | 0–4  | 1–4  | 8–4  | 1–3  | 1–3  | 0–0  | 3–4  | 2–4  | 0–3  | 3–1  | 0–0  | 21-33 |

## Títulos 1 (1;0)

### Individual (1)
| Leyenda: Antes de 2009     |
| -------------------------- |
| Grand Slam (0)             |
| Juegos Olímpicos (0)       |
| WTA Tour Championships (0) |
| Grand Slam Cup (0)         |
| Tier I (0)                 |
| Tier II (0)                |
| Tier III (1)               |
| Tier IV & V (0)            |

| N.º | Fecha               | Torneo           | Superficie | Oponentes      | Resultado     |
| --- | ------------------- | ---------------- | ---------- | -------------- | ------------- |
| 1.  | 20 de junio de 1999 | 's-Hertogenbosch | Césped     | Silvija Talaja | 6-0, 3-6, 6-1 |